# Дихкан
Дихканът в Древен Иран бил представител на низшата родова аристокрация – полупатриархално феодално земеделско съсловие. С тази титла се наричали още пазителите на древните предания.